# トレイ・ヒルマン
トーマス・ブラッド・ヒルマン（Thomas Brad "Trey" Hillman, 1963年1月4日 - ）は、アメリカ合衆国テキサス州ポッター郡アマリロ出身の元プロ野球選手（内野手、右投右打）・コーチ・監督。NPBの北海道日本ハムファイターズのコンサルタント。
NPBの日本ハムファイターズ・北海道日本ハムファイターズ、MLBのカンザスシティ・ロイヤルズ、KBOのSKワイバーンズで監督を務めた。2024年時点で、日米韓3か国のプロ野球監督を歴任した唯一の人物である。
プロ野球選手（外野手、右投左打）のブレット・フィリップスは義理の息子にあたる。

## 経歴

### 現役時代
テキサス大学アーリントン校卒業後、1985年にクリーブランド・インディアンスと契約してプロ入りする。マイナーリーグで3年間プレーしたものの、MLBに昇格することはなく、1987年に引退する。

### 引退以降
1988年より、インディアンスのスカウトとなり、1990年からはニューヨーク・ヤンキース傘下のマイナーで11年間監督経験を積む（そのうち、1999年から2001年は、AAA級コロンバス・クリッパーズの監督）。2002年、テキサス・レンジャーズ育成部ディレクター兼フィールドコーディネイターに就任。翌2003年に、当時ヤンキースと業務提携をしていたNPBの日本ハムファイターズの監督に就任した。日本ハムから監督オファーが来た際、レンジャーズからも監督就任の誘いを受けていた。当初、MLB球団の監督に興味を持っていたことや、ヒルマン自身がテキサス州出身ということから、レンジャーズの監督就任を希望していた。しかし、日本ハム側がヒルマンの監督就任を強く要請したことと、レンジャーズの監督にバック・ショーウォルターが就任したことから、日本ハム監督就任を受け入れた。

### 日本ハム監督時代
就任1年目の2003年は5位、球団の北海道移転元年の2004年はレギュラーシーズン3位の成績でチームをプレーオフへ導いた。2005年は7月に実母死去に伴い一時帰国。帰国中の間、白井一幸ヘッドコーチが監督代行を務めた。チーム成績は5位であった。大リーグのやり方を採用しキャンプで投手に球数制限を設けていたが同年はチーム防御率がリーグ4位、チームの成績も5位に低迷していたのでこのままではダメだと思っていた投手コーチの佐藤義則（05年は2軍、06年からは1軍）は撤廃をお願いし危機感を持っていたのか佐藤の要望を受け入れた。
2006年はチームをレギュラーシーズン1位に導き、10月12日にプレーオフを制し、25年ぶりにパシフィック・リーグ制覇。10月26日に中日ドラゴンズとの日本シリーズを制し、遂に44年ぶりの日本一を達成。日本ハムファイターズとしては初の日本一となった。パシフィック・リーグフラッグに引き続き、日本チャンピオンフラッグが初めて津軽海峡を越えた。第2回KONAMI CUP・アジアシリーズ2006で、見事に2年連続で日本勢によるアジアチャンピオンになる。
プレーオフへ向けてのリーグ1位通過・プレーオフを制してのリーグ優勝・日本シリーズ優勝のそれぞれで毎回「シンジラレナ〜イ」を発し、この年の流行語大賞トップ10に入った。
2007年は球団へ強い要望を出して、同じ大学出身のデーブ・オーウェンを一軍コーチ補佐に招聘。5月19日から6月8日にかけてチーム新記録となる14連勝を達成した。これは、外国人監督としての最高連勝記録であり、この間の交流戦12連勝もプロ野球記録となっている。
9月8日、「子供が多感な時期で、父親としての責任を全うしたい」という理由から、シーズン中に退任を表明。9月29日、球団史上初のリーグV2を達成（千葉マリンスタジアムにて）。10月18日、クライマックスシリーズ優勝（札幌ドームにて）。翌10月19日、カンザスシティ・ロイヤルズの監督として複数年契約が成立（後述を参照）。日本ハム監督としては同年の日本シリーズまで指揮を執るも、セリーグ2位からクライマックスシリーズを勝ち上がった中日ドラゴンズに1勝4敗で敗れる。5試合の平均得点は1・4点と低打率に泣き、特に第5戦では山井大介→岩瀬仁紀のリレーで完全試合を喫している。第3戦では3番の稲葉、4番のセギノールを序盤で大差がついたため途中交代させたことが批判の要因になった。江夏豊からは「日ハムはまだ発展途上のチーム」と分析された。

### MLB指導者復帰
アメリカンリーグ中地区のロイヤルズは、2007年まで4年連続最下位と低迷を続けており、ヒルマンにはチームの再建が託されていた。就任一年目の2008年、ロイヤルズは4位になり、5年ぶりに最下位から脱出した。しかし、2009年はインディアンスと同率最下位（4位）に終わった。
2010年、スコット・ポドセドニックの加入で背番号22を彼に譲り、日本ハムの監督時代に付けていた88番に変更した。レギュラーシーズンが始まるとチームは最下位に沈み、5月13日、ヒルマンは成績不振のため監督を解任された（解任時点での成績は12勝23敗）。後任には元ミルウォーキー・ブルワーズ監督のネッド・ヨストが就任した。
2010年11月22日にロサンゼルス・ドジャースのベンチコーチに就任。
2013年10月22日にドジャースのベンチコーチを解雇され、12月20日にヤンキースのスペシャルアシスタントに就任することを球団が発表した。
2014年10月17日にヒューストン・アストロズのベンチコーチに就任することが発表された。

### SKワイバーンズ時代
2016年10月27日、韓国プロ野球のSKワイバーンズの監督就任が発表された。SK史上初の外国人監督となる。登録名は힐만（ヒルマン）。背番号は日本ハムの監督時代と同じ「88」。SKの球団関係者によればヒルマンは「上から目線」が多い韓国人監督と違い、選手とコミュニケーションを積極的に取り、褒めて伸ばす手法で選手の能力を引き出したという。2017年は5位だった。2018年レギュラーシーズン終了後、球団から再契約の打診を受けるが家族の事情で帰国を希望したためSKは2018年に10月13日にヒルマンと来季の契約を結ばないことにした。レギュラーシーズンは2位で、ネクセン・ヒーローズとのプレーオフ、斗山ベアーズとの韓国シリーズで勝利し8年ぶり4度目の優勝となった。優勝後監督を退任した。11月15日に仁川名誉市民になった。

### 第2次MLB指導者時代
2019年シーズンからはマイアミ・マーリンズの一塁コーチに就任する。2020年シーズンからは三塁コーチに転任する。
2022年シーズンからはロサンゼルス・エンゼルスで選手育成コーチを務める。

### MLB指導者退任後
2023年からNPBの北海道日本ハムファイターズのコンサルタントを務める。16年ぶりの復帰となった。背番号は、監督時代と同じ「88」。

## 指導者としての特徴
2003年から2005年までは、当時のNPB12球団監督の中で最年少であった。日本ハムの監督になって初めて行ったことは、キャンプ地のロッカールームとブルペンの掃除。本人曰く「監督の仕事は、選手達に快適に野球をしてもらうこと」とのこと。ロイヤルズ監督初年度の2008年4月 - 5月にチームは地区2位を保ち、当時に取り入れたのが日本で学んだ野球の習慣である円陣であった。ベンチではいつも片手にストップウォッチを持っている。
温厚な性格で、わりとポーカーフェイスでもあり、試合中はほとんど感情を表に出さない。しかしお茶目な面もあるようで、日本ハム監督時代に新庄剛志らが『秘密戦隊ゴレンジャー』の被り物でベンチに座っていた時（新庄劇場#かぶりものを参照）は、思わず笑いをもらしていた。また、自チームの投手（武田勝）が打席に立った際に、3球三振ではなく1球余分なボール球を相手投手に投げさせたときには手をたたいて大喜びしていた。
2004年より日本ハムへ新庄剛志が移籍してきた際には、前年に所属チーム監督との確執が報じられていた同選手を指導するにあたり、その確執について独自に情報収集を行った上で指導法を決めている。
リーダーシップに関しては厳格である。日本ハム監督時代2006年9月24日の試合で監督批判の一件を起こした金村曉に対し、「この件で使いづらくなった」とコメントし、即座にスタッフに命じてロッカールームから金村の所持品を撤去させている。ただ、ヒルマン自身は形式的以上に金村を責める事はせず、その後球団から出場停止への処分を受けた金村に対し、リーグ戦が終了した翌日の9月28日に球団事務所から電話をかけ「あなたの9勝が無ければ、我々はこの位置 にいられなかった」と話した上で、日本シリーズへ進出した場合、金村のリベンジ登板を与えてほしいと球団にも直訴するなど、選手への配慮や気配りの一面もある。

## 人物
広島東洋カープと東北楽天ゴールデンイーグルスで監督を務めたマーティ・ブラウンとは、マイナーリーグでの監督時代からの親友の間柄である。2006年のセ・パ交流戦では再会を喜び合った。
テキサス州出身らしく、趣味はカントリーソングのギター弾き語り。毎年ファン感謝デーにはギターと自慢の歌声をファンに披露している。内野手の稲田直人も歌がうまいことで有名で、二人で地元のイベントに呼ばれ歌声を披露することもある。2004年のファン感謝デーには球団マスコットのB・Bのキーボード演奏で歌を披露した。また、クリスマスソングCDを自主制作し、ファン感謝デーの特設ブースで発売した。このCDの収益はすべてチャリティーに回された。
好きな食べ物も地元テキサスの定番料理であるテクス・メクス料理。特にブリートが好きで、日本ではセブンイレブンのブリートをよく購入していた。2007年10月にはヒルマンがプロデュースするレストランでこれらの料理が振舞われた。その反面、日本食はほとんど口にしない。
学生時代に体操部に所属していた経験があり、2004年9月21日のホーム最終戦やファン感謝デーにはB・Bと一緒にバック転を披露する。このとき靭帯を損傷するも、ファンにそれを気付かれることなく振る舞った。
初来日の際、日本のプロ野球を勉強するために野球漫画『ドカベン』を読んでいた。来日してから、この漫画に出て来る一部の選手がフィクションであることに気付く。来日後は日本人の気質の勉強のため新渡戸稲造の『武士道』を読んでいたという。
熱心なプロテスタントのクリスチャン（宣教師ではない）。2007年にはキリスト教系の財団が展開しているパワー・フォー・リビングの日本版テレビコマーシャルおよび雑誌・新聞広告に出演した。
2007年の日本シリーズ開幕直前にロイヤルズで入団会見を行ったことについてはファンはもとより中心選手の森本稀哲や稲葉篤紀からも批判の声が挙がった他、ヒルマンを評価していた野村克也や豊田泰光からも「敵前逃亡に等しい行為」と酷評された。一時の帰国がロイヤルズの監督就任の口実だったことが分かると、チーム内には白けた空気が漂ったという。
2010年12月に再来日。札幌グランドホテルでディナーショーをし、ゲストの稲葉篤紀、金子誠など選手と旧交を温めたほか、北海道内で講演会を催した。
2018年11月、韓国ＳＫ監督を退任し帰国途中に再来日。旭川と札幌でトークショーに出演。その際、「父がアルツハイマー病を患い看護しなければならず帰国することになった。再びファイターズの監督をやりたい気持ちはあるが、しばらくは難しい」と語っていた。

## 詳細情報

### NPBでの年度別監督成績
レギュラーシーズン
| 年 度     | 球 団     | 順 位     | 試 合 | 勝 利 | 敗 戦 | 引 分 | 勝 率 | ゲ ｜ ム 差            | 本 塁 打               | 打 率                  | 防 御 率               | 年 齡                  |
| --------- | --------- | --------- | ----- | ----- | ----- | ----- | ----- | ---------------------- | ---------------------- | ---------------------- | ---------------------- | ---------------------- |
| 2003年    | 日本ハム  | 5位       | 140   | 62    | 74    | 4     | .456  | 19.5                   | 149                    | .269                   | 4.88                   | 40歳                   |
| 2004年    | 日本ハム  | 3位       | 133   | 66    | 65    | 2     | .504  | 12.0                   | 178                    | .281                   | 4.72                   | 41歳                   |
| 2005年    | 日本ハム  | 5位       | 136   | 62    | 71    | 3     | .466  | 26.5                   | 165                    | .254                   | 3.98                   | 42歳                   |
| 2006年    | 日本ハム  | 1位       | 136   | 82    | 54    | 0     | .603  | -                      | 135                    | .269                   | 3.05                   | 43歳                   |
| 2007年    | 日本ハム  | 1位       | 144   | 79    | 60    | 5     | .568  | -                      | 73                     | .259                   | 3.22                   | 44歳                   |
| 通算：5年 | 通算：5年 | 通算：5年 | 683   | 349   | 320   | 14    | .522  | Aクラス3回、Bクラス2回 | Aクラス3回、Bクラス2回 | Aクラス3回、Bクラス2回 | Aクラス3回、Bクラス2回 | Aクラス3回、Bクラス2回 |

※1　順位の太字は日本シリーズ優勝。
※2　2003年は140試合制。
※3　2004年は135試合制（ストライキにより2試合削減）。
※4　2005年、2006年は136試合制。
※5　2007年は144試合制。
※6　2006年、プレーオフでも優勝。リーグ制覇を果たす。
※7　2007年、クライマックスシリーズでも優勝。
※8　2005年、実母死去に伴い帰国したため欠場した7月18日から28日までの6試合(2勝4敗)は通算成績に含まない。監督代行は白井一幸。
ポストシーズン
| 年度   | 球団     | 大会名                                            | 対戦相手                 | 勝敗       |
| ------ | -------- | ------------------------------------------------- | ------------------------ | ---------- |
| 2004年 | 日本ハム | パ・リーグプレーオフ1stステージ(※2)               | 西武ライオンズ           | 1勝2敗     |
| 2006年 | 日本ハム | パ・リーグプレーオフ2ndステージ(※3)               | 福岡ソフトバンクホークス | 3勝0敗(※4) |
| 2006年 | 日本ハム | 日本シリーズ                                      | 中日ドラゴンズ           | 4勝1敗     |
| 2007年 | 日本ハム | パ・リーグ クライマックスシリーズ 2ndステージ(※5) | 千葉ロッテマリーンズ     | 3勝2敗     |
| 2007年 | 日本ハム | 日本シリーズ                                      | 中日ドラゴンズ           | 1勝4敗     |

※1　勝敗の太字は勝利。
※2　2004年〜2006年のプレーオフ1stステージは3試合制で先に2勝したチームの勝利。
※3　2006年のプレーオフ2ndステージは4試合制で先に3勝したチームの勝利。
※4　レギュラーシーズン1位チームに1勝のアドバンテージ。3勝の中に日本ハムに与えられたアドバンテージ1勝を含む。
※5　2007年のクライマックスシリーズ2ndステージは5試合制で先に3勝したチームの勝利。

### MLBでの年度別監督成績
| 年 度     | 球 団     | 順 位     | 試 合 | 勝 利 | 敗 戦 | 勝 率 | 年 齢 |
| --------- | --------- | --------- | ----- | ----- | ----- | ----- | ----- |
| 2008年    | KC        | 4位       | 162   | 75    | 87    | .463  | 45歳  |
| 2009年    | KC        | 4位       | 162   | 65    | 97    | .401  | 46歳  |
| 2010年    | KC        | 6位       | 35    | 12    | 23    | .343  | 47歳  |
| 通算：3年 | 通算：3年 | 通算：3年 | 359   | 152   | 207   | .423  |       |

※ 2010年は解任時の数字。

### KBOでの年度別監督成績
| 年 度     | 球 団     | 順 位     | 試 合 | 勝 利 | 敗 戦 | 引 分 | 勝 率 | ゲ ｜ ム 差 | 年 齢 |
| --------- | --------- | --------- | ----- | ----- | ----- | ----- | ----- | ----------- | ----- |
| 2017年    | SK        | 5位       | 144   | 75    | 68    | 1     | .524  | 12.0        | 54歳  |
| 2018年    | SK        | 1位       | 144   | 78    | 65    | 1     | .545  | 14.5        | 55歳  |
| 通算：2年 | 通算：2年 | 通算：2年 | 288   | 153   | 133   | 2     | .535  |             |       |

1. ↑  レギュラーシーズン成績では2位だが、韓国シリーズで勝利したため、レギュラーシーズン順位も1位となる

※1　順位の太字は韓国シリーズ優勝。

### 表彰
NPB
- パ・リーグ優勝監督賞：2回 （2006年、2007年）
- パ・リーグ功労賞 （2007年）

その他
- 札幌ドームMVP功労賞 （2007年）
- ユーキャン新語・流行語大賞 トップテン （2006年、「シンジラレナ〜イ」）

### 背番号
- 88 （2003年 - 2007年、2010年、2017年 - 2018年、2021年、2023年-）
- 22 （2008年 - 2009年、2015年 - 2016年）
- 45（2011年 - 2013年）
- 3（2019年 - 2020年）

## 球歴
- 1985年〜1987年、ミネソタ・ツインズ、クリーブランド・インディアンス傘下のマイナーチームでプレー
- 1988年、インディアンスでスカウトに就任
- 1989年、ニューヨーク・ヤンキースとマイナーコーチ契約
- 1990年、オネオンタ・ヤンキース（A級）監督就任。52勝26敗で1位
  - A級フロリダ・ステートリーグ最優秀監督
  - ベースボール・アメリカ誌年、A級最優秀監督賞受賞
- 1991年〜1992年、グリーンズボロ・ホーネッツ（A級）監督
- 1993年、プリンスウイリアム・キャノンズ（A級）監督
- 1994年〜1995年、グリーンズボロ・バッツ（A級）監督
- 1996年、タンパ・ヤンキース（A+級）監督
- 1997年〜1998年、ノーウィッチ・ナビゲーターズ（AA級）監督
- 1999年〜2001年、コロンバス・クリッパーズ（AAA級）監督。1999年には83勝58敗で1位となり、ベースボール・アメリカ誌から最有望監督賞に選ばれる
- 2002年、テキサス・レンジャーズ育成部ディレクター兼フィールドコーディネイター
- 2003年〜2007年、北海道日本ハムファイターズ監督
  - 2006年、パシフィック・リーグ優勝、日本一、アジア一に導く
- 2008年〜2010年5月、カンザスシティ・ロイヤルズ監督
- 2011年〜2013年、ロサンゼルス・ドジャース ベンチコーチ
- 2014年、ニューヨーク・ヤンキース スペシャルアシスタント
- 2015年〜2016年、ヒューストン・アストロズ ベンチコーチ
- 2017年〜2018年、SKワイバーンズ監督
  - 2018年、韓国シリーズ優勝
- 2019年　マイアミ・マーリンズ 一塁コーチ
- 2020年〜2021年、マイアミ・マーリンズ 三塁コーチ
- 2022年 ロサンゼルス・エンゼルス 選手育成コーチ
- 2023年〜 北海道日本ハムファイターズ コンサルタント

## 関連情報

### 出演
CM
- 北海道旅客鉄道（JR北海道）
- 北海道電力
- 野口観光
- 北海道（国民健康保険保険料納入促進） - 大泉洋と共演。
- パワー・フォー・リビング